# Servicio 206 (Corredor Rojo)
El servicio 206 es una línea del Corredor Rojo, que conecta los distritos de La Molina y Lima.

## Características
Inició operaciones el 18 de octubre de 2017, con un recorrido que se extendía por el oeste hasta el cruce de las avenidas Javier Prado Este y Petit Thouars, en el distrito de San Isidro. En diciembre de 2019, la ruta fue ampliada hasta el distrito de Lince. En mayo de 2021, la ruta fue ampliada hasta su actual paradero ubicado en la avenida Universitaria.
Su flota está compuesta por buses de 12 metros, todos ellos del modelo Titán Urbano Corredor de la carrocera Modasa.
| Lunes a sábado      | 05:00 a. m. - 11:00 p. m. |
| Domingos y feriados | 05:00 a. m. - 10:30 p. m. |

| General     | S/ 2.35 |
| Estudiantes | S/ 1.17 |

El medio de pago es la tarjeta Lima Pass.

## Recorrido
| Ida Universitaria | Alameda del Corregidor (esq. Prolongación Los Fresnos) — Avenida Los Fresnos — Avenida Los Cóndores — Alameda del Corregidor — Avenida La Universidad — Óvalo La Fontana — Avenida La Molina — Avenida Javier Prado — Avenida Faustino Sánchez Carrión — Avenida de la Marina — Avenida Universitaria (esq. Calle Santa Francisca Romana) |
| Vuelta Corregidor | Avenida Universitaria (esq. Calle Teniente Diego Ferré) — Avenida de la Marina — Avenida Faustino Sánchez Carrión — Avenida Javier Prado — Avenida La Molina — Óvalo La Fontana — Avenida La Universidad — Alameda del Corregidor (esq. Calle Río Amarillo)                                                                               |

## Paraderos
| N.º | Paradero            | Común con   |
| --- | ------------------- | ----------- |
| 1   | Santa María         |             |
| 2   | Chan Chan           |             |
| 3   | Castilla            |             |
| 4   | Paseo de Aguas      |             |
| 5   | Derecho             |             |
| 6   | Medicina            |             |
| 7   | Los Bambúes         |             |
| 8   | Los Sauces          |             |
| 9   | CIAM                |             |
| 10  | Midagri             |             |
| 11  | Javier Prado        | 204 257     |
| 12  | Universidad de Lima | 201 204 209 |
| 13  | Evitamiento         | 201 204 209 |
| 14  | Circunvalación      | 201 204 209 |
| 15  | Aviación            | 201 204 209 |
| 16  | Quiñones            | 204         |
| 17  | Masías              | 201 204 209 |
| 18  | Petit Thouars       | 201         |
| 19  | Arenales            | 201 204 209 |
| 20  | Las Palmeras        | 201 209     |
| 21  | Los Nogales         | 201 204 209 |
| 22  | Pershing            | 201 209     |
| 23  | Salaverry           | 201 204 209 |
| 24  | Gregorio Escobedo   | 201 204 209 |
| 25  | Hospital Militar    | 201 204 209 |
| 26  | Sucre               | 201 204 209 |
| 27  | Bartolomé Herrera   | 201         |
| 28  | Universitaria       | 201 204 209 |
| 29  | La Mar              |             |
| 30  | Católica            | 209         |
| 31  | San Marcos          | 209         |

| N.º | Paradero            | Común con   |
| --- | ------------------- | ----------- |
| 1   | San Marcos          | 209         |
| 2   | Católica            | 209         |
| 3   | La Mar              |             |
| 4   | La Marina           | 209         |
| 5   | Bartolomé Herrera   | 201         |
| 6   | Sucre               | 201 204 209 |
| 7   | Hospital Militar    | 201 204 209 |
| 8   | Gregorio Escobedo   | 201 204 209 |
| 9   | Salaverry           | 201 204 209 |
| 10  | Javier Prado        | 201         |
| 11  | Las Flores          | 201 204 209 |
| 12  | Los Cedros          | 201 209     |
| 13  | Los Sauces          | 201 209     |
| 14  | Arenales            | 201 204 209 |
| 15  | Parodi              | 201 209     |
| 16  | Masías              | 201 204 209 |
| 17  | Arriola             | 201 209     |
| 18  | Aviación            | 201 204 209 |
| 19  | Circunvalación      | 201 204 209 |
| 20  | Jockey Plaza        | 201 204 209 |
| 21  | Universidad de Lima | 201 204 209 |
| 22  | La Molina           | 201 204 209 |
| 23  | Midagri             |             |
| 24  | Escuela PNP         |             |
| 25  | Los Sauces          |             |
| 26  | Las Secoyas         |             |
| 27  | Cordillera Blanca   |             |
| 28  | Derecho             |             |
| 29  | Badajoz             |             |
| 30  | Solimana            |             |
| 31  | Río Amarillo        |             |